# Veroljub Arsić
Veroljub Arsić (en serbe cyrillique : Верољуб Арсић ; né le 28 août 1969) est un homme politique serbe. Il est membre du Parti progressiste serbe  (SNS) et vice-président du groupe parlementaire du SNS à l'Assemblée nationale de la République de Serbie.

## Parcours
Aux élections législatives du 28 décembre 2003, Veroljub Arsić figure sur la liste du Parti radical serbe (SRS). La liste remporte 27,61 % des suffrages et obtient 82 sièges sur 250 à l'Assemblée nationale de la République de Serbie, ce qui vaut à Arsić d'obtenir un mandat de député.
Aux élections législatives du 21 janvier 2007, Veroljub Arsić figure à nouveau sur la liste du SRS. La liste remporte 28,59 % des suffrages et obtient 81 sièges sur 250 à l'Assemblée nationale de la République de Serbie, ce qui vaut à Arsić d'obtenir un nouveau mandat.
Aux élections législatives anticipées du 11 mai 2008, Arsić figure une nouvelle fois sur la liste du SRS. Le parti obtient 29,45 % des suffrages et envoie 78 représentants à l'Assemblée. Nebojša Stefanović redevient député.
Lors des élections législatives du 6 mai 2012, Veroljub Arsić, après avoir quitté le SRS et rejoint le Parti progressiste serbe (SNS), figure sur la liste de la coalition Donnons de l'élan à la Serbie, emmenée par Tomislav Nikolić. L'alliance recueille 24,04 % des suffrages et obtient 73 députés à l'Assemblée nationale de la République de Serbie. Veroljub Arsić est élu à l'Assemblée.
À l'assemblée, il est vice-président du groupe parlementaire du SNS. En plus de cette fonction, il participe aux travaux de la Commission des finances, du budget de l'État et du contrôle des dépenses publiques et de la Commission des questions constitutionnelles et législatives. Il est également membre de la délégation serbe à l'Assemblée parlementaire de l'Organisation de coopération économique de la mer Noire (PABSEC).